# Über die Demokratie in Amerika
Über die Demokratie in Amerika (französisch De la démocratie en Amérique) ist eine französische Studie Alexis de Tocquevilles über die Vereinigten Staaten der Jackson-Ära (1830er Jahre). Sie analysiert anhand der Gesellschaft der USA die Folgen der von der modernen Demokratie als Staatsform durchzusetzenden Prinzipien der menschenrechtlichen Freiheit und Gleichheit. Der Individualismus der Menschen führt nach seiner Auffassung zu einem Rückzug der Menschen in die Privatsphäre und zur fortschreitenden Machtübernahme durch eine zunehmend zentralisierte Regierung. Dadurch entstehe ein Paternalismus, der eine neue Art von „sanftem“ Despotismus darstellt. Trotz wachsender Gleichheit bleibe das Gefühl der Ungerechtigkeit bei auch sehr geringen Unterschieden bestehen.
Die französische Originalausgabe wurde in zwei Bänden veröffentlicht, der erste erschien am 23. Januar 1835, der zweite zusammen mit der 8. Auflage des ersten Bandes am 24. April 1840. 1836 erschienen bereits zwei deutsche Übersetzungen des ersten Bandes.
Über die Demokratie in Amerika ist ein Klassiker der Soziologie, der Politikwissenschaft, der Geschichtswissenschaften und der Amerikakunde und ist das meistzitierte Buch über die Vereinigten Staaten.

## Die Amerikareise Tocquevilles
Ende März 1831 wurden die Verwaltungsbeamten Alexis de Tocqueville und Gustave de Beaumont von der französischen Regierung nach Amerika entsandt, um das amerikanische Gefängnissystem zu untersuchen. Als sie nach fünfeinhalb Wochen am 11. Mai in New York ankamen, reisten sie zehn Monate lang durch die Vereinigten Staaten und beobachteten nicht nur die Gefängnisse, sondern auch verschiedene Aspekte der amerikanischen Gesellschaft, einschließlich der Wirtschaft und der Politik. Alexis de Tocqueville traf den Generalstaatsanwalt des Staates Louisiana, Étienne Mazureau, der ihm eine Reihe von soziologischen, demografischen und sprachlichen Daten zur Verfügung stellte. Fünf Wochen blieben sie in New York. Sie trafen mit wichtigen Persönlichkeiten zusammen und notierten Fragen und Antworten.
Im Juli 1831 fuhren sie nach Albany, von dort zur Frontier. Weitere Stationen waren Boston, Philadelphia, Baltimore, Pittsburgh, New Orleans. Dann reisten sie durch die Staaten Mississippi, Alabama, Georgia, South und North Carolina nach Washington. Tocqueville traf mit Präsident Jackson zusammen. Mit der Postkutsche fuhren sie zurück nach Philadelphia und New York.
Alexis de Tocqueville und Gustave de Beaumont hielten sich auch kurz in Kanada auf und verbrachten im Sommer 1831 einige Tage in Niederkanada und Oberkanada, den Provinzen, aus denen später das heutige Québec und Ontario hervorgingen.
Im Februar 1832 waren sie in Frankreich zurück. Sie legten 1833 ihren Bericht über das amerikanische Gefängnissystem vor (Du système pénitentiaire aux États-Unis et de son application en France - Über das Strafvollzugssystem in den Vereinigten Staaten und seine Anwendung in Frankreich). Beaumont schrieb anschließend einen Roman über die Rassenbeziehungen in den Vereinigten Staaten, Marie ou l'esclavage en Amérique, der auf Deutsch unter dem Titel Die Wüstenbraut 1854 in Wien veröffentlicht wurde. Tocqueville hingegen, der von der amerikanischen Politik fasziniert war, schrieb seine politische und soziale Analyse der USA.

## Inhalt
De la démocratie en Amérique ist in erster Linie eine Analyse der republikanischen repräsentativen Demokratie und ihrer besonderen Form in den Vereinigten Staaten. In seiner Einleitung zum ersten Band kündigte Tocqueville zunächst an, dass er auf den zweiten Band verzichten würde. Diese Entscheidung musste er später offensichtlich revidieren.
Der erste Band ist eine beschreibende Analyse der Demokratie in den Vereinigten Staaten. Er befasst sich mit der Dynamik, die die Demokratiebewegung der Regierungsform, den Gesetzen und dem politischen Leben verleiht. Die wichtigen Institutionen der amerikanischen Union haben nach Tocqueville allesamt neben ihrer problemlösenden Leistung noch eine zweite, gleichsam ungewollte Nebenwirkung: Sie erziehen die neuen Generationen der Amerikaner zu dem Bürgersinn, der in den jungen USA der 1830er Jahre vorherrscht. Sie erhalten die mœurs (Sitten), Verantwortungsgefühl, Eigeninitiative, Ordnungssinn, Bereitschaft, sich in die öffentlichen Angelegenheiten einzumischen, Kenntnisse demokratischer Praxis sowie einen öffentlichen politischen Bereich, in den die Kirchen nicht direkt intervenieren: All dies gehört zu den US-amerikanischen Selbstverständlichkeiten. Diese Selbstverständlichkeiten, ursprünglich meist ein Erbe der puritanischen Gründer, werden durch das gesamte politische und gesellschaftliche Leben, durch die Einrichtungen besonders der lokalen Politik, zur zweiten Natur der Nordamerikaner gemacht. Dies beschreibt Tocqueville nicht ohne den Hintergedanken, dass Frankreich und andere europäische Nationen an diesem Teil des amerikanischen Beispiels lernen können. So könnten sie vielleicht demokratische Sitten entwickeln. Das letzte Kapitel dieses ersten Bandes der Démocratie en Amérique untersucht die Hauptursachen dafür, dass sich die demokratische Republik in Nordamerika erhält und stabil ist. Das wichtigste Ergebnis seiner Überlegungen formuliert Tocqueville in der Überschrift eines Unterkapitels: „Die Gesetze tragen mehr zur Erhaltung der demokratischen Republik in den Vereinigten Staaten bei als die geographischen Umstände und die mœurs noch mehr als die Gesetze.“ Mit anderen Worten: Die mœurs sind für die Stabilität der amerikanischen Union wichtiger als die geschriebene Verfassung, und sie sind auch wichtiger als die besondere geopolitische Lage der USA. In einer Fußnote zum ersten Absatz des so überschriebenen Unterkapitels erinnert Tocqueville seinen Leser an die in einem vorangegangenen Kapitel gegebene Beschreibung dessen, was er mit mœurs bezeichnet. Dort steht:

„Ich verstehe hier den Ausdruck mœurs in dem Sinne, den die Alten dem Wort mores gaben; ich wende ihn also nicht nur auf die eigentlichen Sitten an, die man liebgewonnene Gewohnheiten nennen könnte, sondern auf die verschiedenen Begriffe, die die Menschen besitzen, die verschiedenen Meinungen, die unter ihnen gelten, und auf die Gesamtheit der Ideen, welche die liebgewonnenen Gewohnheiten bilden.“

Die mœurs oder Sitten und Gewohnheiten beschreiben also den gesamten Kosmos der Denk-, Verhaltens-, Debattier- und Interpretationsweisen einer Gesellschaft; ihre Art, die öffentlichen, wirtschaftlichen und privaten Angelegenheiten zu beschreiben, ihre Symbole und Gemeinplätze, ihre Werte und die sich aus diesen ergebende Praxis menschlichen und bürgerlichen Verhaltens und Handelns.
Der zweite Band ist eine Reflexion über die besonderen Formen der amerikanischen Demokratie. Diese Reflexion wird auf allgemeine Überlegungen zur Demokratie ausgeweitet, insbesondere auf die Gefahr der Tyrannei der Mehrheit und einer sanfte Tyrannei. Das Werk befasst sich mit dem Einfluss, den die Demokratie auf die Zivilgesellschaft ausübt, d. h. auf die Sitten, die Ideen und das geistige Leben.
Der zweite Band von De la démocratie en Amérique von 1840 befasst sich intensiver mit den Grundlagen von Staat und Politik. Die mœurs bleiben der Hauptgegenstand der Untersuchungen Tocquevilles: So wie der erste Band die Wirkung des dezentralisierten Vereinswesens, der lokalen Politik in den Gemeinden, der Geschworenengerichte, der föderalen Aufteilung der USA und anderer äußerer Faktoren auf den Bürgersinn der Amerikaner der 1830er Jahre untersucht und feststellt, in welch starkem Maße die Einrichtungen der amerikanischen Verfassung den Gründungsgedanken der USA lebendig erhalten, untersucht der zweite Band auch die problematischeren mœurs der Demokratie. Er beschreibt insbesondere das Verhältnis von Gleichheit und Freiheit. Tocqueville sieht darin keine Prinzipien von gleicher Wichtigkeit, sondern spricht sich deutlich für den Vorrang der Freiheit aus. Die in einem aufgeklärten Staat entstehende formale Gleichheit der Bürger hat nach Tocqueville verschiedene Auswirkungen. Zuallererst schaffen der Wegfall ständischer Ordnungen und die Rechtsgleichheit aller Bürger jenen Raum, den ein freiheitliches Individuum überhaupt benötige. Der Wegfall von Autoritäten und die Unabhängigkeit der Menschen begründen jene Freiheitsliebe, die demokratische Gesellschaften und ihre Institutionen auszeichnet. In einer daraus entstehenden Anarchie sehen die Kritiker die größte Gefahr einer demokratischen Ordnung. Tocqueville widerspricht dem nicht, sieht darin aber nicht das Hauptproblem des Gleichheitsprinzips. Vielmehr fürchtet er in seiner Ausgangsthese des vierten Teils des zweiten Bandes eine schleichende Beeinträchtigung des Freiraums der Bürger. „Die Gleichheit löst nämlich zwei Tendenzen aus: die eine führt die Menschen geradewegs zur Freiheit und kann sie auch plötzlich in die Anarchie treiben; die andere leitet sie auf längerem, verschwiegenerem, aber sicherem Wege in die Knechtschaft.“ Während sich ein demokratischer Staat gegen die Anarchie zu schützen weiß, ist die Abwehr des Verlusts individuellen Freiraums durch Gleichmacherei schwieriger, da diese sowohl den Neigungen der Masse der Bürger entspreche, als auch dem Staat gelegen komme.
Für Tocqueville führt das Prinzip der Gleichheit tendenziell zu einem starken, zentralistisch organisierten Staat, gegen den sich das Individuum nicht mehr wehren kann. Daraus entstehe eine grenzenlose „Volksgewalt“. Die Repräsentanten dieser Macht werden sich ihrer Gewalt allmählich bewusst und fördern diese Position aus Eigeninteresse. Die Regierenden können schließlich „alle Vorgänge und alle Menschen verwalten“. Für Tocqueville entsteht dadurch ein Transfer von Verantwortlichkeiten. Unter „Regieren“ verstehen die Führer dieser Staaten nicht mehr nur die Regentschaft des gesamten Volkes, sondern auch die Verantwortlichkeit für das Wohlergehen jedes Einzelnen. Sie sehen ihre Aufgabe nun auch darin, den Bürger „zu leiten und zu beraten, ja ihn notfalls gegen seinen Willen glücklich zu machen“. Umgekehrt übertragen die Einzelnen immer mehr ihre Selbstverantwortung auf die staatliche Gewalt. Letztlich befürchtet Tocqueville ein Abrutschen in die Unfreiheit, wenn die Gleichheit zum einzigen großen Ziel wird.
Tocqueville analysierte also zukünftige Entwicklungen der Demokratie in den Vereinigten Staaten und potenzielle Gefahren, die „für die Demokratie“ entstehen sowie Gefahren, die „von der Demokratie“ ausgehen. Er schrieb, die Demokratie habe eine Tendenz, zu einem „weichen Despotismus“ zu degenerieren.
Er stellte auch fest, dass die einzige Rolle, die die Religion spielen könne, auf ihre Trennung von der Regierung zurückzuführen sei, was ein säkulares Land ermögliche, das beiden Seiten gerecht werde.

## Politische Organisation
In Neuengland behielten die Angloamerikaner einige aristokratische Prinzipien bei, die aus dem Ausland mitgebracht worden waren, darunter auch das englische Erbrecht. Im Süden war der Einfluss jedoch nicht gerade aristokratisch. Diese Mitglieder der Aristokratie begannen, die politische Aktion zu bündeln, dieselben Mitglieder, die zur Amerikanischen Revolution beitrugen. Tocqueville erwähnt, dass Maryland der erste Staat war, der das allgemeine Wahlrecht beanspruchte und somit eine demokratische Regierung einführte. Er erklärt auch, dass die Kräfte der Demokratie, wenn sie einmal initiiert wurden, nicht mehr aufzuhalten sind und dass diese Kräfte schließlich dazu tendieren, zum allgemeinen Wahlrecht zu gelangen.
Tocqueville erwähnt seine Bewunderung für die politische Organisation in den USA, insbesondere für die Townships, da die Politik vom Volk regiert wird. Da die Kolonien dem Gesetz ihres Mutterlandes folgen mussten, reduzierten sie sich bald darauf, sich in den Townships zu engagieren, was später das Dogma der Souveränität ermöglichte. Die Gemeinde, die von der Größe her zwischen der eines Viertels und der Kommune in Frankreich angesiedelt war, war die ideale Größe, um allen Einwohnern die Möglichkeit zu geben, die gleichen Interessen zu teilen. Diesem letzten Punkt schrieb er die gute Verwaltung zu. Jede Gemeinde hatte einen Vertreter, diese wurden Selectmen genannt, die zwar eine gewisse Autonomie hatten, um kleine Entscheidungen zu treffen, diese aber so treffen mussten, dass sie sich auf den Volkswillen konzentrierten.
„In Frankreich leiht die Regierung dem Township ihre Beamten. In Amerika leiht das Township sie der Regierung.“ Auf diese Weise verglich er den Unterschied zwischen der Monarchie in Frankreich und der Demokratie in Amerika. Innerhalb der Townships, so glaubte er, haben die Menschen Unabhängigkeit und Macht gefunden, die langfristig Ordnung und Ruhe ermöglichen, weil sie wissen, dass jeder Bewohner für das Gemeinwohl arbeitet. Zentralisierung, so meinte er, könnte gut sein, um den Status quo zu erhalten, aber sie hat auch schlechte Folgen, z. B. gewöhnt sie die Menschen daran, alle Aspekte des gesellschaftlichen Lebens zu lösen, und lässt sie deshalb an Unabhängigkeit und Eigentum vermissen. Ein Vorteil der politischen Auswirkungen der amerikanischen Organisation ist, dass die Menschen das Gefühl haben, Teil von etwas zu sein, das dem Gemeinwohl dient.
Nach dem Unabhängigkeitskrieg gab es eine Spaltung der Parteien: die föderale Partei, die die Macht des Volkes einschränken wollte, und die freiheitsliebende republikanische Partei. Der Autor erwähnt, dass die Menschen zwar viel Einfluss auf ihre Gesetze und ihre Organisation hatten, die äußeren Angelegenheiten des Staates aber außerhalb ihrer Reichweite lagen, da die äußeren Interessen in die Hände des Präsidenten und des Senats gelegt wurden. Der Präsident und der Senat waren für die Interessen der Bevölkerung zuständig. So hielt er es für wichtig, dass diejenigen, die das Volk vertreten, die gleichen Interessen wie das Volk haben, damit diese Vertreter für den gemeinsamen Wohlstand sorgen. Im Gegensatz zu Staaten, in denen Demokratie herrscht, streben im Fall von Aristokratien die Aristokraten nur nach ihren eigenen Interessen und ihrem Wohlstand, nicht nach denen des Volkes.
Er stellt fest, dass in einigen Ländern aufgrund der mangelnden Beteiligung des Volkes an den Staatsangelegenheiten die Bürger nur die Rechte behalten, die ihnen das Gesetz gewährt. In Amerika schließen sich die Bürger jedoch nicht in ihre persönlichen Angelegenheiten ein, da sie sich dadurch unglücklich fühlen würden. Tocqueville stellt fest, dass, obwohl es für die Bürger gut ist, volle Freiheit zu haben, es wenig oder keine Garantie gegen Tyrannei gibt. Die Bürger haben keine Garantie gegen Tyrannei. Darüber hinaus behauptete er, dass es in Amerika zwar eine Zentralisierung der Regierung gebe, eine Zentralisierung der Verwaltung jedoch nicht zu finden sei. Der Staat hat sich in den letzten Jahrzehnten zu einem der wichtigsten Akteure im Kampf gegen den Terrorismus entwickelt. „Wenn man also die Bürger mit der Verwaltung kleinerer Angelegenheiten betraut, viel mehr als wenn man ihnen die Regierung eines großen überlässt, interessiert man sie für das öffentliche Wohl und lässt sie sehen, wie sehr sie einander ständig brauchen, um es zu erzeugen.“
Tocqueville betonte die Tatsache, dass die Amerikaner einen demokratischen Staat und eine demokratische Verfassung hatten, dennoch hatten die Amerikaner keine demokratische Revolution durchgeführt. Er betrachtete auch die Sitten als eine der großen allgemeinen Ursachen, auf die die Aufrechterhaltung einer demokratischen Republik in den Vereinigten Staaten zurückgeführt werden kann. Er behauptete, dass, obwohl viele der Religionen in den Vereinigten Staaten vertreten waren, die Bürger sich alle über die Pflicht der Menschen zueinander einig waren, was sie durch die ständigen Veränderungen ihrer Autoritäten hindurch zusammenhielt. Obwohl sich die Religion nicht vollständig mit der Regierung vermischte, erleichterte sie ihnen die Nutzung der Freiheit, sodass sie als politische Institution betrachtet werden konnte. Die Religion war somit eine der wichtigsten Institutionen der USA.

## Das Vereinigungsrecht
Tocqueville glaubte, dass das Vereinigungsrecht eine individuelle Freiheit sei und dass aufgeklärtere Menschen sich selten in öffentlichen Angelegenheiten engagieren wollten. „Es gibt kein Land, in dem Vereinigungen notwendiger sind, um den Despotismus der Parteien oder die Willkür des Fürsten zu verhindern, als die Länder, in denen der Sozialstaat demokratisch ist.“ Anders als in England oder Frankreich gab es in Amerika verschiedene Vereinigungen, die sich um Belange der Bürger kümmerten, die in Monarchien allein der Regierung oder einem Lord überlassen wurden.
Seiner Ansicht nach spielten die Zeitungen eine wesentliche Rolle bei der Gründung und Aufrechterhaltung dieser Vereinigungen. Zeitungen ermöglichten es, dieselbe Idee in mehreren Köpfen gleichzeitig zu verankern. Bürgervereinigungen ermöglichten die Gründung politischer Vereinigungen und gleichzeitig schützten politische Vereinigungen die Bürgervereinigungen, wobei erstere jedoch auch allein erhalten bleiben konnten. Der Blick in die Zukunft ermöglicht ein besseres Funktionieren der demokratischen Gesellschaft; zum Beispiel, so sagte er, spielte die Religion, selbst wenn sie nach der Zukunft suchte, eine wichtige Rolle in der amerikanischen Demokratie.
Die meisten Amerikaner waren gegen Revolutionen, weil sie sahen, wie wenig sie in einer Revolution gewinnen und wie viel sie verlieren konnten. Er hielt es auch für schwierig, Männer dazu zu ermutigen, eine solche zu gründen, da es seiner Meinung nach aufgrund der Gleichheit schwierig für jemanden war, eine Idee in den Kopf eines anderen zu setzen.

## Gesetz und Recht
Er war der Ansicht, dass gerichtliche Sanktionen als Mittel der Verwaltung zu betrachten seien und dass Gesetze einen großen Einfluss auf den Lauf der menschlichen Angelegenheiten hätten. So wurde beispielsweise die englische Gesetzgebung zur Übertragung von Eigentum zur Zeit der Revolution in fast allen Staaten abgeschafft, was sich auf das Leben der reichen Eigentümer auswirkte, die ihr Eigentum an Familienmitglieder weitergaben und große Ländereien gründeten.
Das County war das erste Zentrum der Justiz. Es gab keine verfassungsmäßige Hierarchie, die Verwaltung war dezentralisiert und die Friedensrichter waren diejenigen, die die soziale Existenz verwalteten. Das Sitzungsgericht trat zweimal im Jahr am Sitz des County zusammen und die Legislative des Staates war in zwei Teile geteilt: den Senat und das Repräsentantenhaus. In Bezug auf diese sah er etwas, das seine Aufmerksamkeit erregte; die Wahl zum Repräsentantenhaus war direkt, während die Wahl zum Senat in zwei verschiedenen Schritten erfolgte. Die Exekutive des Staates wurde durch den Gouverneur repräsentiert, der gleichzeitig Kommandant der Miliz und Oberbefehlshaber der Streitkräfte war.
Ein Vorteil, den der Autor in aristokratischen Regierungen sah, war, dass die Regierenden weniger anfällig für Korruption sind, während Menschen in Demokratien auf der anderen Seite leichter für Geld zu bestechen sind. Ein Nachteil, den er in der amerikanischen Demokratie sah, war, dass die Bürger, da das Volk die Gesetze macht, es vorzogen, bestimmte Handlungen, die häufig begangen wurden, nicht zu verurteilen, um zu vermeiden, selbst eine Strafe zu erhalten.
Der Autor betont die wichtige Rolle von Anwälten im Verlauf der politischen Bewegungen der Geschichte. Einerseits trugen sie im Mittelalter zur Aufrechterhaltung der Herrschaft der Könige bei; er sagte, dass sie in England der Aristokratie halfen, während in Frankreich die Aristokratie und die Anwälte als Feinde betrachtet wurden. In Demokratien, so sagte er, vertrauen die Menschen den Anwälten, weil sie wissen, dass sie die gleichen Interessen haben und daher in die Elemente ihrer politischen Organisation eingebunden werden können. Dennoch kritisierte er die Art und Weise, wie Anwälte in England und Amerika als den anderen Menschen überlegen angesehen werden; er sagte, dass das auf Präzedenzfällen basierende Recht den Eindruck erweckt, dass Anwälte eine Wissenschaft interpretieren, die dem Rest der Bevölkerung unbekannt ist. Was die Geschworenen betrifft, so war er der Ansicht, dass sie sich zwar mit Elementen der Demokratie vermischen können, die Führung der Gesellschaft aber in die Hände einer kleinen Gruppe legen.

## Bildung
In Amerika hatte jeder Zugang zur Grundschulbildung, jedoch war es schwieriger, Zugang zu höherer Bildung zu erhalten. Der Grund dafür war, dass die Mittelschicht gegenüber einer kleinen Menge reicher Leute vorherrschte; daher mussten die Menschen arbeiten, anstatt ihre Zeit damit zu verbringen, ihre Ausbildung abzuschließen. Er war der Meinung, dass die Bevölkerung Amerikas zwischen zwei Extremen stand: einem gelehrten und aufgeklärten Teil und einem unwissenden Teil. Er war der Meinung, dass die Bevölkerung Amerikas in der Lage war, sich zu entwickeln.
„Durch die Teilnahme an der Gesetzgebung lernt der Amerikaner die Gesetze kennen, durch das Regieren wird er in den Regierungsformen unterrichtet.“ Angesichts der Gleichheit, die die Amerikaner untereinander wahrnahmen, gab es für sie keine Möglichkeit, die Ideen eines anderen als überlegen oder näher an der Wahrheit zu betrachten, also brachten sie es auf ihre eigene individuelle Vernunft zurück.

## Gleichheit und Freiheit
Tocqueville glaubte, dass die Gleichheit eine wesentliche Rolle im Leben und in der politischen Organisation der Amerikaner spielte. Die gleiche Gleichheit, die sie wahrnahmen, so sagte er, bewirkte, dass niemand unter den anderen eine tyrannische Macht ausüben konnte, die er als das Ideal betrachtete, auf das die Demokratie zustrebt.
Tocqueville war der Ansicht, dass die Gleichheit, die die Amerikaner wahrnahmen, das Ideal der Demokratie sei. Für ihn waren jedoch in Demokratien Freiheit und Gleichheit zwei verschiedene Dinge, und Demokraten zogen die Gleichheit der Freiheit vor. „Wenn Ungleichheit das allgemeine Recht einer Gesellschaft ist, fallen die stärksten Ungleichheiten den Augen nicht auf; wenn alles ungefähr gleich ist, verletzt sie das geringste von ihnen.“

## Die Familie und die Rolle der Frau
Tocqueville sagte, dass der junge Amerikaner in der Kindheit die Anweisungen des Vaters befolgte, doch als der junge Amerikaner sich dem Erwachsenenalter näherte, wurde sein Gehorsam von Tag zu Tag lockerer; der Vater dankte ohne zu zögern ab. In der Aristokratie ist der Vater der Herrscher. Dies ähnelt der Funktionsweise einer Demokratie, im Gegensatz zu Monarchien, in denen der Bürger seinem Herrscher immer unterworfen ist; in Aristokratien folgen die Männer aufeinander und die Kinder und der Vater stehen nie auf derselben hierarchischen Stufe. Er fand heraus, dass Mädchen in den Vereinigten Staaten bereits vor dem Verlassen des Kindesalters selbstständig dachten, frei sprachen und handelten.

## Rezeption
Das Buch wurde 1836 mit dem Prix Montyon der Académie française ausgezeichnet. Dieser Preis war mit 8.000 Fr. dotiert.
Eine Reihe sozialwissenschaftlicher Kernkonzepte lässt sich auf das Werk zurückführen. So ist Tocqueville einer der ersten Demokratiekritiker, die die Gefahr einer Tyrannei der Mehrheit sehen. Besonders in Band 2 der Démocratie en Amérique betont Tocqueville zudem, dass das Streben nach Gleichheit zu einer Uniformisierung unter einer starken Zentralgewalt führe. Diese entmündige die Bürger und mache sie vom Handeln der jeweiligen Regierung abhängig. Die Bürger würden so des selbständigen Handelns entwöhnt. Diese Überlegungen Tocquevilles gehen besonders auf seine französischen Erfahrungen zurück. Diese Überlegungen werden in seinem zweiten Hauptwerk L’Ancien Régime et la Révolution vertieft.
Die amerikanische Demokratie hat laut Tocqueville potenzielle Schwächen: den Despotismus des Volkes, die Tyrannei der Mehrheit, das Fehlen intellektueller Freiheit - Schwächen, die zum Verfall der Verwaltung führten und den Niedergang der wohltätigen Politik, der Bildung und der schönen Literatur verursachten. De la démocratie en Amérique wurde zwar von vielen Kommentatoren schnell als Hauptwerk anerkannt, aber auch wegen einiger Lücken kritisiert: So wurde die Armut in den Großstädten fast gar nicht erwähnt (auch wenn man argumentieren kann, dass in den 1830er Jahren, als Tocqueville sein Buch schrieb, die Armut in den amerikanischen Städten weder so weit verbreitet noch so kritisch war, wie sie später wurde), und es wurde bemängelt, dass der Autor die soziale Frage ausklammerte.
Henning Ritter stößt in seiner Untersuchung über das Mitleid auf Tocquevilles Gleichheitsvorstellungen und stellt fest, dass das demokratische Empfinden an der in Amerika fortbestehenden Sklaverei außer Kraft gesetzt sei. Tocqueville nehme nämlich wahr, dass der gleiche Mensch, der voll Mitgefühl für seine Mitmenschen sei, gefühllos gegenüber ihren Leiden wird, sobald diese nicht zu seinesgleichen gehören. Insofern stelle die Sklaverei die Enklave einer vergangenen Gesellschaftsordnung dar, nämlich der aristokratischen.
Was für die Sklaven gilt, trifft noch mehr auf den an den Indianern vollzogenen Völkermord zu, in dem Tocqueville nach Domenico Losurdo sich „gewissermaßen (…) einen göttlichen Plan“ vollziehen sieht, wie er später im so genannten Manifest Destiny Ausdruck finde. Denn Tocqueville gibt den Indianern Mitschuld an ihrem Untergang, zumal sie keine Besitztitel an dem von ihnen bewohnten Land vorlegen konnten. Nach John Locke, dem Tocqueville hier folgt, kann nur das zum Eigentum werden, was durch Arbeit einer Nutzung unterliegt. Insofern spricht Tocqueville gleich zu Anfang des Buches von einer „Wüste“, die die Indianer bewohnen, wie er das Land der Indianer an gleicher Stelle später als „leere Wiege“ bezeichnet:

„Obwohl das ausgedehnte Land von zahlreichen Stämmen Eingeborener bewohnt war, kann man mit Recht behaupten, dass es zum Zeitpunkt seiner Entdeckung nichts als eine Wüste war. Die Indianer wohnten dort, aber sie besaßen es nicht, weil sich der Mensch nur mit der Landwirtschaft den Boden aneignet und die Ureinwohner Nordamerikas von den Jagderzeugnissen lebten. Ihre unerbittlichen Vorurteile, ihre unzähmbaren Leidenschaften, ihre Laster und mehr vielleicht noch ihre wilde Kraft händigten sie einer unvermeidbaren Zerstörung aus. Der Ruin dieser Bevölkerung begann an dem Tag, an dem die Europäer an ihren Küsten landeten, er ging unermüdlich voran und ist heute fast vollendet.“

Tocqueville fand mit seinem Buch über die Demokratie in Amerika in seinem argentinischen Zeitgenossen Domingo Faustino Sarmiento einen seiner stärksten Bewunderer, so dass dieser sich in seinem Werk Barbarei und Zivilisation: Das Leben des Facundo Quiroga von 1845 ausdrücklich auf ihn beruft. Für Sarmiento hätte es nämlich eines Tocqueville und seiner im Amerika-Buch angewandten Methode bedurft, um die argentinische Republik und ihre angestrebte Entwicklung angemessen zu beschreiben. In dieser Bewunderung kommt zum Ausdruck, was Tocqueville in der Analyse von Domenico Losurdo zum Vertreter einer „Demokratie für das Herrenvolk“ macht, als der sich Sarmiento unverhohlen zu erkennen gibt, da er für Argentinien anstatt der indigenen Bevölkerung ausschließlich europäische Siedler als Einwohner wünscht. Denn für Sarmiento als Leser Tocquevilles stand fest, dass die indianische Bevölkerung Argentiniens gegenüber den europäischen Ansprüchen so wenig eine Zukunft haben würde wie die nordamerikanischen Indianer.
Die Gefahren der Tyrannei und der Entmündigung seien in Amerika jedoch durch eine Reihe von Mechanismen begrenzt. So existiere beispielsweise keine starke Zentralregierung, die eine Diktatur der Mehrheit effektiv ausführen könnte. Heute wird Tocqueville in Zusammenhang mit dem Aufbau demokratischer Verhältnisse in Europa und in der Europäischen Union gebracht. Auch das Lissabon-Urteil des deutschen Bundesverfassungsgerichts weise auf die Notwendigkeit einer partizipativen Demokratie hin.

## Prognosen
Tocqueville sagte mehrere Ereignisse voraus, die sich im Laufe der Zeit bewahrheitet haben. Dazu gehörte die Frage der Abschaffung der Sklaverei und das Verschwinden der Indianernationen.
Ich glaube, dass die indianische Rasse Nordamerikas zum Untergang verurteilt ist, und ich kann mich des Eindrucks nicht erwehren, dass sie an dem Tag, an dem die Europäer sich an den Ufern des Pazifischen Ozeans niedergelassen haben, aufgehört haben wird zu existieren. 
Er erwartete außerdem eine zunehmende Bedeutung der Verwaltung für das Leben der Bürger als Folge ihrer Forderung nach Gleichheit, befürchtete sogar die Aufgabe oder Einschränkung der Freiheit zugunsten einer größeren Gleichheit, wie sie im 20. Jahrhundert in totalitären Gesellschaften stattfand.
Fragwürdiger ist seine Vorhersage, es werde zwischen den politischen Parteien zu Gewalt kommen und dass die Unwissenden die Weisen verurteilen würden.
Tocqueville (1805–1859) sah einen Konflikt zwischen den aufstrebenden Mächten USA und Russland voraus. wobei er den wichtigsten Auslöser in einem ideologischen Gegensatz sah: Das idealistisch verstandene demokratische Prinzip der Vereinigten Staaten stehe dem monarchischen Prinzip Russlands unvereinbar gegenüber.

## Zitat
„Von all dem Neuen, das während meines Aufenthaltes in den Vereinigten Staaten meine Aufmerksamkeit auf sich zog, hat mich nichts so lebhaft beeindruckt wie die Gleichheit der gesellschaftlichen Bedingungen. Alsbald wurde mir der erstaunliche Einfluss klar, den diese bedeutende Tatsache auf das Leben der Gesellschaft ausübt.“